# George Szekeres

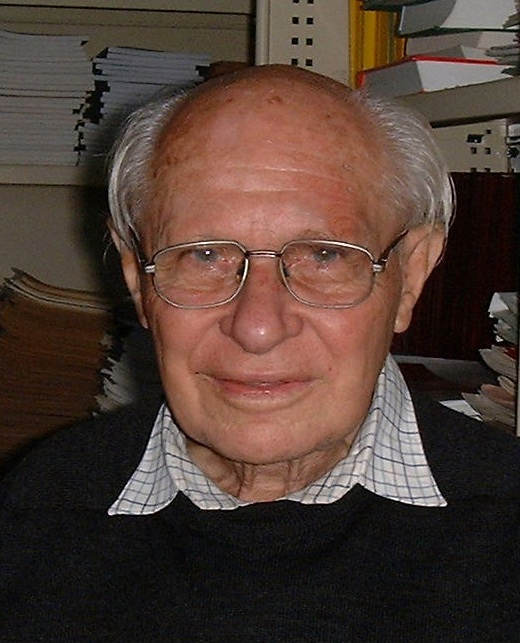
George Szekeres

George Szekeres, geborener György Szekeres [ˈɟørɟ ˈsɛkɛrɛʃ] (* 29. Mai 1911 in Budapest, Österreich-Ungarn; † 28. August 2005 in Adelaide) war ein ungarisch-australischer Mathematiker, der sich mit Kombinatorik beschäftigte.

## Leben
Szekeres studierte Chemie an der Technischen Universität Budapest und arbeitete danach sechs Jahre als chemischer Analytiker in Budapest. 1937 heiratete er die Mathematikerin Esther Klein. Szekeres zeigte schon auf der Schule mathematisches Talent. In Ungarn hatte er Kontakt zu Paul Turán und auch Paul Erdős, mit dem er u. a. ab 1935 veröffentlichte. Während des Zweiten Weltkriegs wich die Familie vor der Verfolgung als Juden nach Shanghai aus (ab 1939). 1948 wurde ihm aufgrund seiner Veröffentlichungen eine Dozentur in Mathematik an der University of Adelaide angeboten. 1963 wurde er Professor an der University of New South Wales in Sydney, wo er bis zu seiner Emeritierung 1975 blieb.
Bekannt ist er für das „Happy Ending Theorem“, das seine damalige Freundin und spätere Ehefrau Esther Klein 1933 vorschlug: Gegeben seien fünf Punkte in der Ebene in allgemeiner Lage (das heißt, keine zwei sind identisch und nicht drei auf einer Geraden), dann gibt es darunter vier Punkte, die die Ecken eines konvexen Vierecks bilden. Esther Klein gab damals in der Diskussion einen Beweis. Veröffentlicht wurde der Satz dann in verallgemeinerter Form 1935 von Erdős und Szekeres (A combinatorial problem in geometry. Compositio Mathematica Band 2, 1935, S. 463): Eine genügend große Zahl von Punkten in der Ebene (in allgemeiner Lage) enthält ein konvexes Polygon mit {\displaystyle N} Eckpunkten. Ein nur teilweise gelöstes Problem ist es, Abschätzungen für die Mindestzahl von Punkten zu finden, auf die der Satz zutrifft. In derselben Arbeit wurde auch der Satz von Erdős und Szekeres über monotone Teilfolgen bewiesen: Jede Folge reeller Zahlen mit einer Mindestlänge von {\displaystyle rs-r-s+2} enthält entweder eine monoton steigende Folge der Länge {\displaystyle r} oder eine monoton fallende Folge der Länge {\displaystyle s}.
In der Kombinatorik arbeitete er auch in der Graphentheorie und über Partitionen. Er ist auch für Beiträge zur Allgemeinen Relativitätstheorie bekannt, die Kruskal-Szekeres-Koordinaten in der Schwarzschild-Lösung der Feldgleichungen. Er hatte seit Anfang der 1960er Jahre ein starkes Interesse für Algorithmen und Computer. In der numerischen Analysis beschäftigte er sich insbesondere mit der Auswertung mehrdimensionaler Integrale. In der Funktionentheorie untersuchte er insbesondere gebrochene Iteration, wobei die {\displaystyle n}-ten Iterierten einer Funktion für nicht ganzzahliges {\displaystyle n} mit Hilfe der Schröderschen oder Abelschen Funktionalgleichung definiert werden.
Er erhielt 2002 den Order of Australia. Die Australian Mathematical Society vergibt ihm zu Ehren seit 2002 alle zwei Jahre die George Szekeres Medal.
George und Esther Szekeres starben im Abstand von einer Stunde am selben Tag, dem 28. August 2005.

## Schriften
- mit Paul Erdős: A combinatorial problem in geometry. In: Compositio Mathematica. Band 2, 1935, S. 463–470.